# Vadász (családnév)
A Vadász magyar családnév, eredetileg foglalkozásnév volt. 

## Híres Vadász családok
Nagy Iván szerint:
Vadász család. Szabolcs vármegye nemes családa, birtokos azon vármegyében Gyüre, Kis-Varsány helységben.
Tán a családból volt azon Vadász Pál és András is, kik 1727-ben Hont megyei Felső-Thúr, Szalatnya és Sirak helységben beiktaták magokat többekkel, de ellentmondás mellett. A régiebb időből ismeretes azon Vadász Mihály, ki 1573-ban Báthori István mellett harczolt. Neje ifjabb Török Bálintnak leánya Katalin Dengeleghy Mihály özvegye volt.

## Híres Vadász nevű személyek
- Vadász András(wd) (* 1992) magyar ökölvívó
- Vadász Bea (* 1979) szinkronszínész
- Vadász Csaba(wd) (* 1960, Pápa), magyar birkózó
- Vadász Elemér (1885–1970) geológus
- Vadász Endre (1901–1944) festőművész, grafikus
- Vadász Ernő (1959/60–1988) bűnöző
- Vadász Éva (* 1955) manöken
- Vadász Ferenc (1916–2009) író, újságíró
- Vadász Gábor (* 1984) színművész
- Vadász György (1933–2024) építész
- Vadász Imre (* 1959) labdarúgó
- Vadász János (* 1951) politikus
- Vadász János Emil (1903–1977) filmoperatőr, filmrendező
- Vadász Károly (1928–2001) labdarúgó
- Vadász Józsefné (1950–2009) kézilabdázó
- Vadász László (Leslie L. Vadasz) (* 1936, Budapest), mérnök, az Intel Corporation alapítója
- Vadász László (1948–2005) sakknagymester
- Vadász Lipót (1861–1924) jogász, politikus, szerkesztő
- Vadász Miklós (1884–1927) festőművész, grafikus
- Peter Vadasz(wd) (* 1944, Bad Hall), osztrák politikus (ÖVP)
- Vadász Tibor (1899–1959) író, novellista
- Vadász Viktor (* 1986) labdarúgó
- Vadász Zoltán (1926–1989) romániai magyar színész
- Vadász Zsolt (1972–2024) színész, operett- és operaénekes